# Iglesia de San Pedro (Sabiote)
La iglesia de San Pedro es un templo ubicado en la localidad de Sabiote, provincia de Jaén (España).

## Historia
El proceso de edificación de la iglesia de San Pedro en Sabiote (Jaén) fue lento, distinguiéndose en él hasta cuatro etapas constructivas, dentro de un arco temporal que abarcaría entre el año 1500 y el 1680.
De su primera fase conserva esta iglesia sus dos portadas laterales: la norte labrada bajo los auspicios del obispo don Alonso Suárez de la Fuente del Sauce (1500-1520); la otra, meridional, erigida bajo el mandato episcopal del cardenal don Esteban Gabriel Merino (1523-1535). 
La primera, de un estilo gótico flamígero, puede estar vinculada al maestro Pedro López. La segunda, protorenacencista o plateresca, tal vez fuera obra relacionada con Diego de Alcaraz. Ambas portadas serían incorporadas a la nueva fábrica levantada en los siglos XVI y XVII, al ser reemplazada la anterior obra gótica.
Se trata de una iglesia de tres naves a igual altura separadas por pilares exentos y cabecera plana y destacada, la traza original de este espléndido templo de salón ha sido tradicionalmente atribuida a Andrés de Vandelvira, quien llevaría a cabo la cabecera y el primer tramo de la fábrica, cubierto por nervaduras góticas estrelladas. 
A la muerte de Vandelvira, los trabajos permanecerían bajo la supervisión de Alonso de Barba, siendo éstos ejecutados por Juan de Madrid y Alonso de Vandelvira.
Alonso de Barba continúa con un proyecto plenamente vandelviriano. Las obras van a buen ritmo y se han levantado, prácticamente, sus dos nuevos tramos, aquellos que se cubren con bóvedas baídas. Desaparecidos de la escena sus maestros, hacia 1593, son continuados los trabajos por Juan de Vandelvira, quien previamente se había concertado con los canteros Pedro Murciano y Diego Gil. 
Finalmente, entre 1621 y 1680, esencialmente bajo el mandato del cardenal don Baltasar Moscoso y Sandoval, la fábrica recibe un definitivo impulso, cubriéndose el último tramo de los pies y erigiéndose la torre, a partir de 1637, por el cantero ubetense Cristóbal del Pozo bajo la dirección de Juan de Aranda y Salazar. Este imponente campanario, de 30 metros de altura, luce el escudo episcopal de don Baltasar Moscoso y Sandoval en su primer cuerpo, coronándose el conjunto con chapitel de base poligonal.